# Metaphycus flammeus
Metaphycus flammeus är en stekelart som beskrevs av Compere 1947. Metaphycus flammeus ingår i släktet Metaphycus och familjen sköldlussteklar. Inga underarter finns listade i Catalogue of Life.